# Pterolophia rubricornis
Pterolophia rubricornis là một loài bọ cánh cứng trong họ Cerambycidae.